# Mesobius
Mesobius es un género de peces actinopterigios de la familia Macrouridae y de la orden de los gadiformes.

## Especies
- Mesobius antipodum C. L. Hubbs & Iwamoto, 1977
- Mesobius berryi C. L. Hubbs & Iwamoto, 1977

- Datos: Q2081948